# Gérard Loncke
Gérard Loncke (Overpelt, 15 de gener de 1905 - Neerpelt, 13 de març de 1979) va ser un ciclista belga que fou professional durant els anys 30 del segle xx. Va obtenir set victòries, entre elles dues etapes al Tour de França i dues més al Giro d'Itàlia. El seu malnom era «Karke».

## Palmarès
- 1930
  - 1r al Circuit Vlaamse Gewesten
- 1931
  - 1r a l'Anvers-Gant-Anvers
  - Vencedor d'una etapa al Tour de França
- 1932
  - Vencedor d'una etapa al Tour de França
- 1933
  - Vencedor de 2 etapes al Giro d'Itàlia
- 1935
  - 1r al Gran Premi Stadt-Sint Niklaas
  - 1r al Grote Scheldeprijs

### Resultats al Tour de França
- 1931. Abandona (12a etapa). Vencedor d'una etapa
- 1932. 4t de la classificació general. Vencedor d'una etapa

### Resultats al Giro d'Itàlia
- 1933. 34è de la classificació general. Vencedor de 2 etapes